# Nasser Al-Khelaïfi
Nasser bin Ghanim Nassida Al-Khelaïfi (àrab: ناصر بن غانم الخليفي, Nāṣir ibn Ḡānim al-Ḫulayfī) (Doha, Qatar, 10 de novembre de 1973) és un empresari qatarià, president de bein Media Group, president de Qatar Sports Investments, president del París Saint-Germain (PSG) i de la Federació de Tennis de Qatar (QTF), i vicepresident de la Federació de Tennis d'Àsia Occidental (ATF).

## Carrera de tenista
Com a professional del tenis, Al-Khelaifi va ser el segon membre més reeixit de l'equip de Copa Davis de Qatar, després de Sultan Khalfan, jugant 43 vegades entre 1992 i 2002 i recopilant un registre de 12-31 en individuals, 12-16 en dobles. Al-Khelaifi va participar en dues ocasions en el circuit principal de l'Associació de Tenistes Professionals (ATP), on va perdre els seus partits en primera ronda a St. Pölten el 1996 (on va caure davant l'ex campió de l'Open de França Thomas Muster) i en Doha el 2001. A finals de 2002 va aconseguir el millor lloc de la seva carrera en la classificació d'individuals, el número 995. També va guanyar el Torneig per Equips del GCC.
Nasser Al-Khelaifi és president de la Federació de Tennis de Qatar des de novembre de 2008. El 2011, va ser escollit vicepresident de la Federació Asiàtica de Tennis com a responsable d'Àsia Occidental.

## Presidència del Paris Saint-Germain

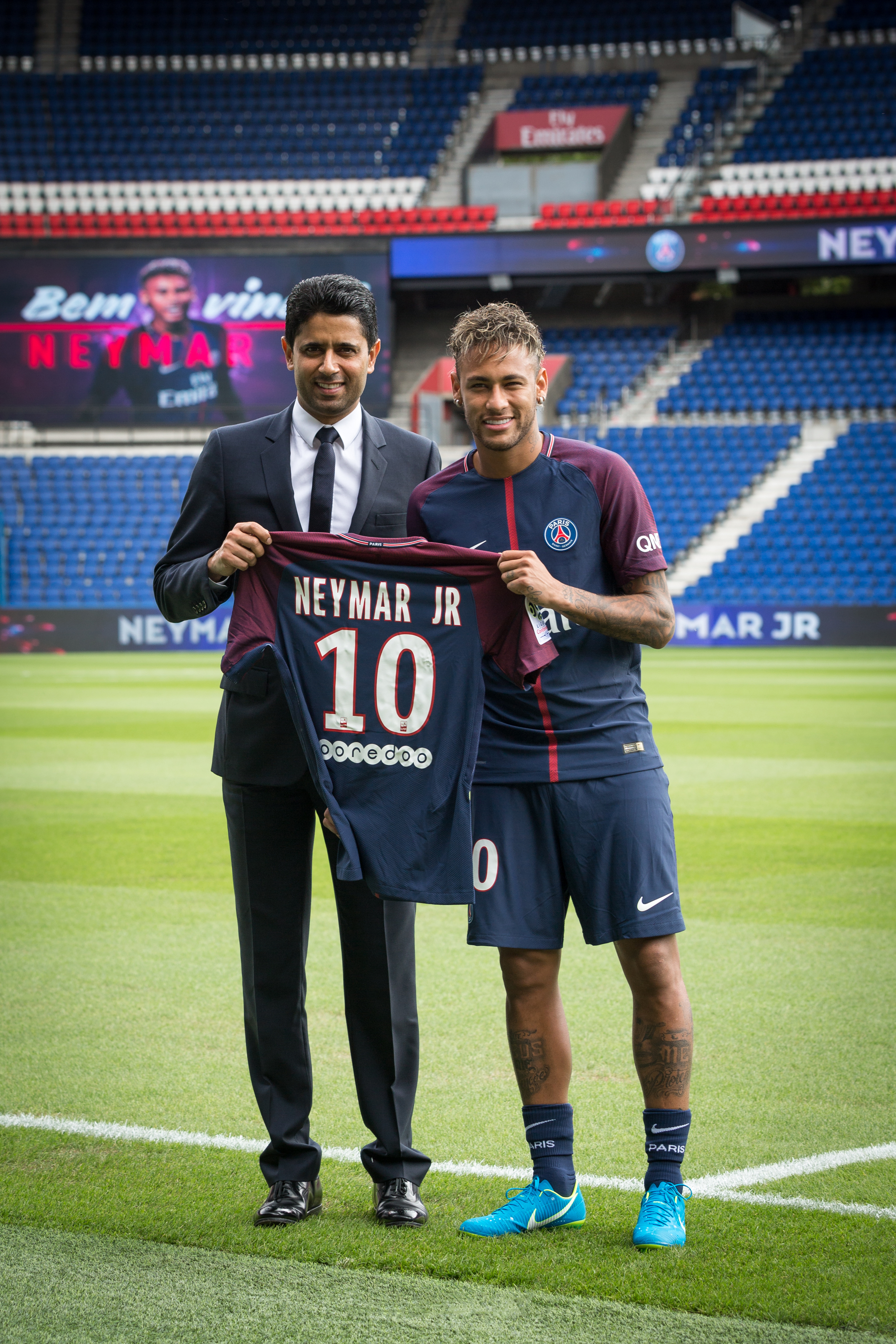
Nasser Al-Khelaïfi, al costat de Neymar.

A l'octubre de 2011, després de la compra total de l'equip, per part de l'Emir de Qatar, va passar a ser el nou president (i el primer no francès) del Paris Saint-Germain. Com a part d'un pla a llarg termini per al club, va incorporar a Leonardo Araújo, com a nou director tècnic. També va intentar portar a Alexandre Pato i Carlos Tévez per jugar pel club però no van acceptar. No obstant això, per al seu milionari projecte va fer fitxatges de jugadors, durant 8 anys, de la qualitat de Thiago Silva, Zlatan Ibrahimovic, David Beckham, Lucas Moura, Ezequiel Lavezzi, Edinson Cavani, David Luiz, Javier Pastore, Ángel Di María, Neymar, Kylian Mbappé, Lionel Messi i porters de talla mundial com Gigi Buffon, Keylor Navas i Gianluigi Donnarumma i d'entrenadors com Carlo Ancelotti, Laurent Blanc, Unai Emery i Thomas Tuchel. A Al-Khelaïfi inicialment li havien exigit aconseguir diversos títols durant la temporada 2011/12, el PSG va ser eliminat ràpidament de la Lliga Europa i de les dues copes nacionals, deixant-únicament amb la possibilitat de guanyar el títol de la Ligue 1. Tot i gastar més de 132 milions de dòlars en fitxatges, el PSG no va poder dominar la primera divisió francesa aquella temporada i va acabar superat pel Montpellier, quedant subcampió. No obstant això, va aconseguir guanyar la Ligue 1 en la temporada 2012/13, derrotant l'Olympique de Marsella, aconseguint que l'equip recuperi el títol de la lliga després de 19 anys, conquerint aquell any també la Supercopa de França, iniciant d'aquesta manera una ratxa de conquestes en aquest torneig de 6 anys sense interrupcions. L'equip va repetir la gesta de la lliga en les temporades 2013/14 (conquistant en aquesta temporada també la Copa de la Lliga), 2014/15, 2015/16 i 2017/18, en aquestes últimes, amb triplets mai vistos en la història del futbol francès, havent conquerit en aquests anys també la Copa de França i la Copa de la Lliga, començant una etapa important i gloriosa per a la història del PSG; tot i així, es torna esquiu el gran objectiu traçat pels inversors de Qatar de la Lliga de Campions de la UEFA. La temporada 2016/17, tot i no conquerir la lliga, s'adjudica la Copa de França i la Copa de la Lliga.
Majors traspassos durant la seva presidència
| #   | Jugador            | Procedència          | € (milions)  | Any  | Font   |
| --- | ------------------ | -------------------- | ------------ | ---- | ------ |
| 1.  | Neymar Júnior      | FC Barcelona         | 222.0        | 2017 |        |
| 2.  | Kylian Mbappé      | AS Monaco            | 180.0        | 2017 |        |
| 3.  | Edinson Cavani     | SSC Napoli           | 64.5         | 2013 |        |
| 4.  | Ángel Di María     | Manchester United FC | 63.0         | 2015 |        |
| 5.  | Mauro Icardi       | Inter de Milà        | 50.0         | 2020 |        |
| 6.  | Javier Pastore     | Palermo              | 42.0         | 2011 | [ 8 ]  |
| 7.  | Thiago Silva       | AC Milan             | 42.0         | 2012 | [ 9 ]  |
| 8.  | Lucas Moura        | São Paulo            | 40.0         | 2012 | [ 10 ] |
| 9.  | Marquinhos         | Roma                 | 31.4         | 2013 |        |
| 10. | Ezequiel Lavezzi   | Napoli               | 26.0         | 2012 | [ 11 ] |
| 11. | Jessè Rodríguez    | Reial Madrid         | 25.0         | 2016 | [ 12 ] |
| 12. | Yohan Cabaye       | Newcastle            | 24.0         | 2014 | [ 13 ] |
| 13. | Zlatan Ibrahimovic | AC Milan             | 20.0         | 2012 | [ 14 ] |
| 14. | Lucas Digne        | Lille                | 15.0         | 2013 |        |
| 15. | Keylor Navas       | Reial Madrid         | 13.0         | 2019 |        |
| 16. | Sergio Ramos       | Reial Madrid         | Agent lliure | 2021 |        |
| 17. | Lionel Messi       | FC Barcelona         | Agent lliure | 2021 |        |

## Vida personal

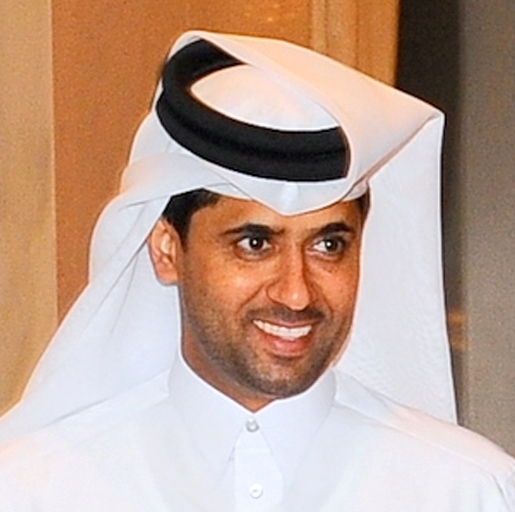
Nasser Al-Khelaïfi.

Al-Khelaïfi es va graduar de la Universitat de Qatar.
Després de la seva presentació com a nou president del PSG, Al-Khelaïfi va aprendre a parlar francès. El febrer del 2012, va guanyar el premi francès 'Sport Business', rebent la major quantitat de vots d'un total de 1.500 i finalitzant per davant de nou persones.
Desde 2013 és ministre sense cartera del seu país.
En 2014 va ser nomenat l'àrab més estimat de França pel president francès.